# الفتاة المعجزة (فلم)
الفتاة المعجزة (بالإنجليزية: The Wonder) هو فيلم درامي تاريخي لعام 2022، من إخراج سيباستيان ليليو،من سيناريو إيما دونوغيو وليليو وأليس بيرش، مقتبس من رواية عام 2016 التي تحمل نفس الاسم من تأليف دوناغوي، تم عرضه لأول مرة في مهرجان تيلورايد السينمائي في 2 سبتمبر 2022، وتم عرضه في مهرجان تورونتو السينمائي الدولي في 13 سبتمبر 2022. من المقرر عرضه على نتفليكس في 16 نوفمبر 2022، بعد إصداره المسرحي في 2 نوفمبر.

## روابط خارجية
- مقالات تستعمل روابط فنية بلا صلة مع ويكي بيانات